# Trollied
Trollied è una sitcom britannica  sui dipendenti di un supermercato immaginario chiamato Valco, che ha debuttato su Sky One il 4 agosto 2011 e si è conclusa il 23 dicembre 2018.

## Trama
Il direttore Gavin deve vedersela con il nuovo responsabile per le strategia, Richard France.
Julie è stata promossa a vice direttrice, Andy e Kieran, i macelli del negozio hanno lasciato il posto, Katie, Neville e Lisa lavorano alle casse, Margaret è la più anziana del team e fatica ad ambientarsi.
Leighton è un grande lavoratore ottimista, mentre il suo collega Colin è esattamente l'opposto, uno scansafatiche che ha poca dimestichezza con i clienti.
Il servizio dei clienti e nelle mani di Linda e Sue.

## Episodi
| Stagioni         | Episodi | Prima TV originale | Prima TV italiana |
| ---------------- | ------- | ------------------ | ----------------- |
| Prima stagione   | 8       | 2011               |                   |
| Seconda stagione | 13      | 2012               |                   |
| Terza stagione   | 13      | 2013               |                   |
| Quarta stagione  | 8       | 2014               |                   |
| Quinta stagione  | 8       | 2015               |                   |
| Sesta stagione   | 8       | 2016               |                   |
| Settima stagione | 8       | 2017 - 2018        |                   |

## Interpreti e personaggi
- Margaret (stagioni 1-7), interpretata da Rita May.
- Gavin (stagioni 1-7), interpretato da Jason Watkins.
- Linda (stagioni 1-7), interpretata da Faye McKeever.
- Colin (stagioni 1-7), interpretato da Carl Rice.
- Lisa (stagioni 1-7), interpretata da Beverly Rudd.
- Sue (stagioni 1-7), interpretata da Lorraine Cheshire.
- Katie (stagioni 1-7), interpretata da Chanel Cresswell.
- Julie (stagioni 1-3), interpretata da Jane Horrocks.
- Leighton (stagioni 1-3), interpretato da Joel Fry.
- Andy (stagioni 1-3), interpretato da Mark Addy.
- Kieran (stagione 1-3), interpretato da Nick Blood.
- Neville (stagioni 2-7), interpretato da Dominic Coleman.
- Ian (stagioni 2-7), interpretato da Victor McGuire.
- Brian (stagioni 4-7), interpretato da Stephen Tompkinson.
- Harry (stagioni 4-7), interpretato da Jack Carroll.
- Daniel (stagioni 4-7), interpretato da  Samuel Anderson.
- Cheryl (stagioni 5-7), interpretata da Sarah Parish.
- Heater (stagioni 5-7), interpretata da Jessie Cave.